# Baraeus aurisecator
Baraeus aurisecator är en skalbaggsart som beskrevs av Thomson 1858. Baraeus aurisecator ingår i släktet Baraeus och familjen långhorningar.
Artens utbredningsområde är Gabon. Inga underarter finns listade.